# محوطه قلابی
محوطه قلابی در شهرستان سلسله، بخش فیروزآباد، دهستان فیروزآباد، ۸۰۰ متری جنوب روستای زنگیوند واقع شده و این اثر در تاریخ ۲۲ اسفند ۱۳۸۵ با شمارهٔ ثبت ۱۸۲۶۱ به‌عنوان یکی از آثار ملی ایران به ثبت رسیده است.